# Freek Staps
Freek Staps (1976) is een Nederlandse journalist en de hoofdredacteur van het ANP.

## Opleiding
Staps studeerde Geschiedenis en Journalistiek aan de Universiteit van Groningen. Daarnaast volgde hij een postdoctorale cursus economische journalistiek. aan de Erasmus Universiteit Rotterdam. In 2009 volgde hij de Summer School ‘Journalism’ aan Harvard University.

## Carrière

### NRC (2001-2016)
In 2001 werd Staps redacteur bij NRC Handelsblad op de redactie economie. Van 2005-2010 was hij correspondent in New York voor NRC. (In de jaren 2005-2009 was hij ook freelance correspondent voor BNR Nieuwsradio.) Na terugkomst in Nederland werd hij (plaatsvervangend) chef bij de redacties Politiek & Bestuur, Economie en Online. Tevens leidde Staps de online proeftuin NRC Q.

### ANP
Freek Staps is sinds september 2019 hoofdredacteur van het Algemeen Nederlands Persbureau (ANP)

### Fellowships
Staps werd uitgenodigd drie fellowships te volgen aan Amerikaanse universiteiten. In 2007 was hij fellow aan de Wharton School van de University of Pennsylvania (onderwerp: economische journalistiek in de VS), in 2015 een Visiting Fellow aan de Nieman Foundation at Harvard (onderwerp: innovatie op traditionele redacties) en in 2022 was hij Sulzberger Fellow aan Columbia Journalism School (onderwerp: journalistiek/zakelijk leiderschap).

### Nevenactiviteiten
Staps was lid van de Adviesraad Journalistiek (2016-2017) van de HBO-opleiding Journalistiek aan Windesheim in Zwolle en van 2017-2018 voorzitter van het Expertisecentrum Journalistiek. Van 2016-2019 was hij lid van de Redactieraad van Erasmus Magazine.
Sinds september 2018 is hij op voordracht van de toenmalige minister van Cultuur, Arie Slob, bestuurslid van het Stimuleringsfonds voor de Journalistiek. Tevens is hij sinds 2010 als terugkerend praktijkdocent verbonden aan de Master Journalistiek van de Universiteit van Amsterdam waar hij vakken doceert zoals ‘journalistieke genres’.

## Publicaties
- Artikelen op NRC.nl, van 2000-heden
- (en)  ’Want to create a more digital newsroom? Find your inner startup’, NiemanLab/Harvard, 2015
- Freek Staps "Meer meer minder. Amerikanen over hun grote crisis", uitgeverij Nieuw Amsterdam, 2009.